# Azione Studentesca
Azione Studentesca (AS) è un movimento studentesco italiano di estrema destra.
Nata nel 1996 come ramo studentesco di Azione Giovani, organizzazione giovanile di Alleanza Nazionale, nel 2009 confluì in Giovane Italia, l'organizzazione giovanile del Popolo della Libertà. Nel 2016 viene ricostituita, divenendo l'organizzazione studentesca di Gioventù Nazionale, giovanile di Fratelli d'Italia.

## Storia

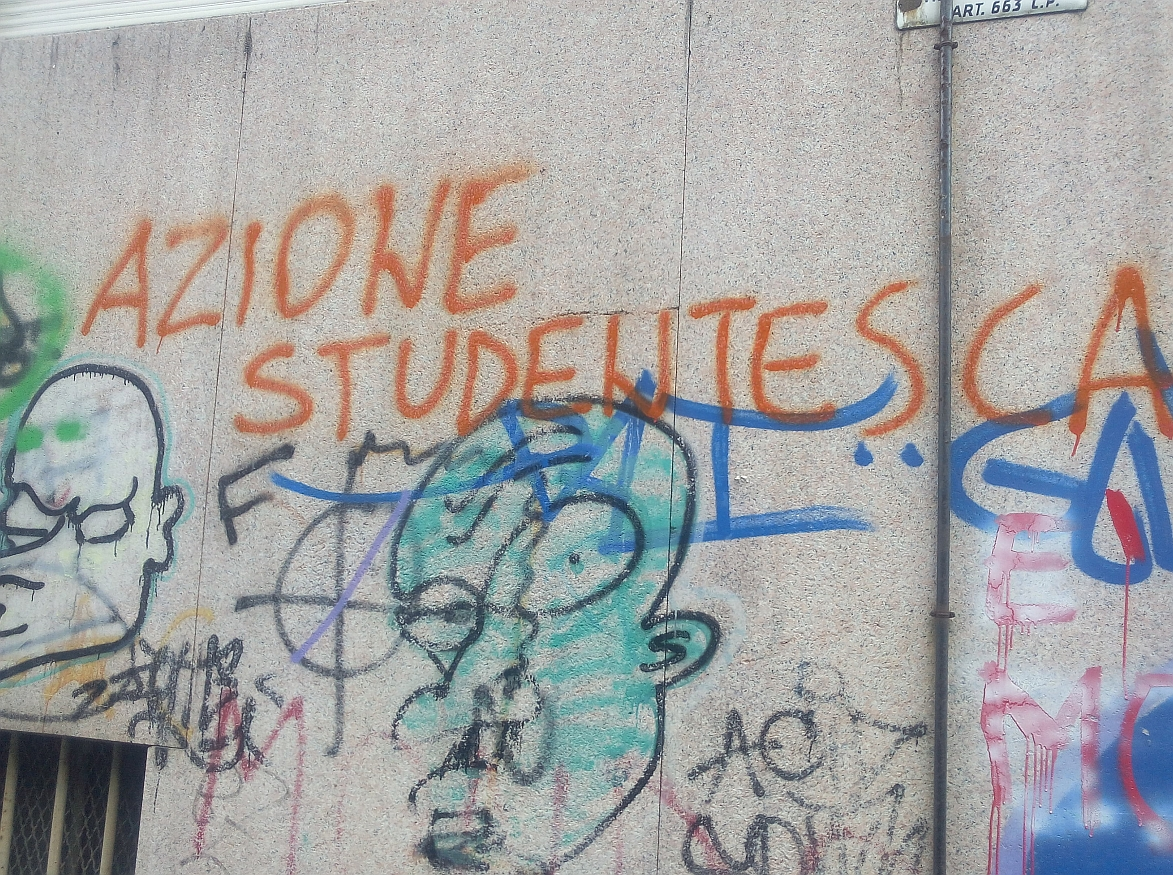
Graffito su un muro di Torino

### In Alleanza Nazionale (1996-2009)
L'associazione nacque nel 1996 all'interno di Azione Giovani dalle ceneri di "Fare Fronte". È stata membro del Forum Nazionale delle Associazioni Studentesche maggiormente rappresentative. Ha avuto diversi responsabili nazionali, fra i quali nel 1996 Giorgia Meloni e Michele Pigliucci, che l'ha guidata dal 2004 allo scioglimento nel 2009.
Fra le principali iniziative di Azione Studentesca si ricorda la protesta effettuata il 19 settembre 2000 in una libreria romana, imprimendo sulle copie del manuale di storia per le scuole Camera-Fabietti un timbro con la scritta "falsi d'autore, non comprateli" (Maurizio Gasparri in seguito rimborsò il libraio pagando le copie). Al manuale veniva imputata la mancata collocazione sullo stesso piano di nazismo e comunismo e un asserito trattamento parziale degli avvenimenti legati alla seconda guerra mondiale (il fatto di non parificare partigiani e combattenti della RSI) e al secondo dopoguerra. L'azione doveva pubblicizzare un dossier di AS "contro la faziosità dei libri di testo", che fu poi all'origine di una mozione approvata dalla Regione Lazio, all'epoca guidata da Storace, per istituire una commissione d'inchiesta sui manuali scolastici (incaricata di evidenziarne "carenze" e "ricostruzioni arbitrarie") e per incentivare la scrittura di manuali alternativi.
Il 13 novembre 2008 poi venne occupata la sede della CGIL scuola, in via Serra a Roma, per protestare contro l'asserito "strapotere dei professori".
Dal 19 al 21 gennaio 2007 si tenne a Perugia il Primo Campo Nazionale di Azione Studentesca, a cui partecipò il Ministro della Pubblica Istruzione Giuseppe Fioroni. Nel luglio 2009 il movimento organizzò un campo studentesco a Sorrento, chiamato Campo Cyrano.
All'atto dello scioglimento di Azione Giovani nel 2009, per confluire nella Giovane Italia, i nuclei di AS hanno dato vita al Movimento Studentesco Nazionale guidata da Gianfranco Manco, all'interno della Giovane Italia, il movimento giovanile del PdL.

### La ricostituzione nel 2016
Un'associazione denominata Azione Studentesca si ricostituisce nel settembre del 2016, legata in particolare al centro sociale fiorentino di estrema destra Casaggì. Il gruppo studentesco dimostra un particolare radicamento nell'area fiorentina, dove nel 2017 raccoglie la maggioranza relativa nella consulta studentesca della provincia. L'associazione diviene l'organizzazione collaterale per l'ambito studentesco di Gioventù Nazionale, l'organizzazione giovanile di Fratelli d'Italia. Assieme a Gioventù Nazionale vengono organizzati annualmente anche campi estivi denominati Agoghè.
Nel 2023 sei studenti membri di Azione Studentesca assalgono fisicamente studenti di sinistra presso il liceo Michelangelo di Firenze. La vicenda produce una vasta reazione mediatica e politica, con interrogazioni parlamentari da parte di esponenti di sinistra e la condanna anche da parte del capogruppo di FdI alla Camera Tommaso Foti.

## Simbologia
L'emblema di Azione Studentesca dal 2016 è la cosiddetta "croce bretone", una variante della croce celtica, simbolo tradizionale celtico nonché, a partire dal XX secolo, di molti movimenti di estrema destra, particolarmente giovanili. La versione usata da Azione Studentesca in particolare deriva dal GRECE (Groupement de recherche et d'études pour la civilisation européenne), associazione fondata tra gli altri da Alain de Benoist e Dominique Venner e fulcro del movimento della Nouvelle Droite. Negli ultimi anni ha utilizzato spesso nelle proprie iconografie anche la lambda, simbolo tratto dagli scudi spartani e ripreso in campo politico nel XXI secolo dal Bloc Identitaire. Costituisce un riferimento a Sparta e al suo ideale educativo anche il termine "agoghè", utilizzato per la rivista dell'associazione e come nome dei campi estivi.